# Augustijn Vermandere
Augustijn Vermandere, artiestennaam Augustijn, is een Belgische muzikant, zanger, liedjesschrijver en componist uit Oostende.

## Biografie
Vermandere is een zoon van zanger, muzikant en kunstenaar Willem Vermandere. Hij was frontman van The Johnsonz, winnaars van Westtalent in (2003).
Hij bracht drie Engelstalige cd's uit onder de artiestennaam Willemsson. Vanaf 2019 bracht hij albums uit in het West-Vlaams, vanaf nu onder de artiestennaam Augustijn.

## Discografie
Onder artiestennaam Augustijn:
- Echt (2019)
- Gin Oge Toe (2020)
- Kweethetniet (2022)
- Vier (2023)